# Le Guinche
Albums de Léo Ferré
Récital Léo Ferré à l'Olympia
(1955) Poète... vos papiers ! dits par Madeleine Ferré extraits des poèmes de Léo Ferré.
(1956)
Le Guinche est un album de Léo Ferré paru au format 33 tours 25 cm en 1955. Sans titre à l'origine, il est désormais désigné par le nom de la première chanson (il est aussi connu sous le titre alternatif de Huit Chansons nouvelles, moins usité).  Léo Ferré s'accompagne à l'orgue électronique et au piano. 

## Historique
Cet album a été enregistré les 22 et 23 novembre 1955 à Paris. Il est publié en décembre de la même année.

## Titres
Textes et musiques sont de Léo Ferré, sauf indication contraire.
| 1. | Le Guinche         | 2:47 |
| 2. | La Fortune         | 3:14 |
| 3. | Ma Vieille Branche | 4:33 |
| 4. | T'en as            | 2:20 |

| 5. | La Grande Vie         |          | 3:20 |
| 6. | Le Temps du plastique |          | 2:36 |
| 7. | Pauvre Rutebeuf       | Rutebeuf | 3:23 |
| 8. | L'Amour               |          | 2:16 |

Depuis la réédition CD de 2018 au sein du coffret La Vie moderne : intégrale 1944-1959, l'album ajoute au couplage original deux titres enregistrés en octobre 1956, pour l'album Poète... vos papiers ! où la femme de Léo Ferré dit des poésies de son mari. Ces deux titres sont les deux seuls où Léo Ferré chante, accompagné par le guitariste Barthélémy Rosso. 
| No  | Titre                     | Durée |
| --- | ------------------------- | ----- |
| 9.  | L'été s'en fout           | 2:59  |
| 10. | Les Copains d' la neuille | 3:09  |

## Musiciens
- Léo Ferré : piano, orgue électronique
- Barthélémy Rosso : guitare

## Production
- Prise de son : ?
- Production exécutive : Édouard Dory
- Crédits visuels : Joseph Cayet